# Tripterospermum australe
Tripterospermum australe là một loài thực vật có hoa trong họ Long đởm. Loài này được J. Murata miêu tả khoa học đầu tiên năm 1989.